# Lawrence Langowski
Lawrence Michael Langowski Mendoza (ur. 11 czerwca 1985) – meksykański zapaśnik w stylu wolnym. Olimpijczyk z Pekinu 2008, gdzie zajął 20 miejsce w kategorii 120 kg.
Trzykrotny uczestnik mistrzostw świata; 24 miejsce w 2005 i 2009. Ósmy na igrzyskach panamerykańskich w 2007 roku. Brązowy medal mistrzostw panamerykańskich w 2008 roku.
Jego ojciec jest z pochodzenia Polakiem, a matka Meksykanką. Ma podwójne, meksykańsko-amerykańskie obywatelstwo. W 2007 roku ukończył psychologię na Northwestern University.